# Adam Laurent
Adam Laurent (Santa Cruz, Califòrnia, 6 de juliol de 1971) va ser un ciclista nord-americà que s'especialitzà amb la pista, on va guanyar una medalla de plata als Campionats del món de persecució per equips. També participà en els Jocs Olímpics d'Atlanta.

## Palmarès en pista
- 1995
  -  Campió dels Estats Units en persecució per equips
- 1999
  -  Campió dels Estats Units en persecució per equips

## Palmarès en ruta
- 1995
  - Vencedor d'una etapa a la Fresca Classic